# 1559

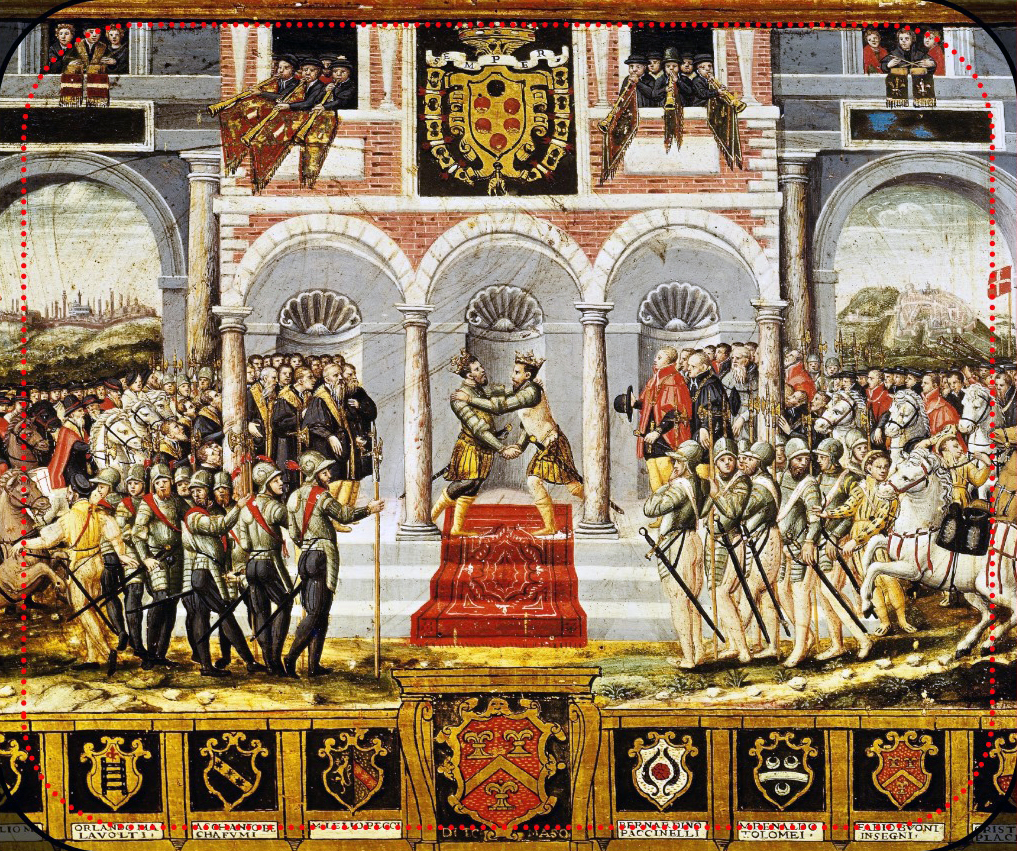
3. dubna - Mír z Cateau-Cambrésis je uzavřen

## Události
- 3. dubna – Uzavření míru v Cateau Camrésis ukončilo italskou válku v letech 1551–1559.
- Renaldo Columbus publikoval knihu De re anatomica.
- v Anglii potvrzen zákon o svrchovanosti
- 15. ledna – Alžběta I., korunována anglickou královnou.
- Místodržitelkou v Nizozemí se stává Markéta Parmská

### Probíhající události
- 1545–1563 – Tridentský koncil
- 1558–1583 – Livonská válka

## Narození
- 29. ledna – Domenico Passignano, italský malíř († 17. května 1636)
- 7. února – Kateřina Bourbonská, navarrská princezna († 13. února 1604)
- 26. března – Wolf Dietrich von Raitenau, arcibiskup v Salcburku († 16. ledna 1617)
- 16. května – Dominik à Jesu Maria, generál řádu karmelitánů († 16. února 1630)
- 22. července – Vavřinec de Brundusio, římskokatolický kněz a světec († 1619)
- 13. listopadu – Albrecht VII. Habsburský, nizozemský guvernér a portugalský místokrál († 1621)
- únor – Jan Tserclaes Tilly, vlámský generál († 30. dubna 1632)
- ? – Gil González de Ávila, španělský historik († 1658)
- ? – Salomon Gesner, německý teolog († 1605)
- ? – Išida Micunari, japonský samuraj († 6. listopadu 1600)
- ? – Nurhači, zakladatel mandžuského státu, Čchingské říše († 30. září 1626)

## Úmrtí
Česko
- 10. května – Kateřina Brunšvická, první manželka Viléma z Rožmberka (* 1534)

Svět
- 1. ledna – Kristián III. Dánský, dánský a norský král (* 1503)
- 25. ledna – Kristián II. Dánský, dánský, norský a švédský král (* 1. července 1481)
- 10. července – Jindřich II. Francouzský, francouzský král (* 1519)
- 18. srpna – Pavel IV., papež (* 28. června 1476)
- 7. září – Robert Estienne, francouzský tiskař (* 1503)
- 15. září – Isabela Jagellonská, polská princezna, manželka uherského vzdorokrále Jana Zápolského, panovnice Opolsko-Ratibořského knížectví (* 1519)
- 25. září – Sehzade Bayezid, syn sultána Suleymana I., osmanský princ, následník trůnu (*1525)
- 20. listopadu – Frances Brandonová, anglická šlechtična, dcera Marie Tudorovny (* 16. července 1517)
- ? – Wen Čeng-ming, čínský malíř, kaligraf a učenec (* 1470)
- ? – Beyhan Sultan, osmanská princezna, dcera sultána Selima I., sestra sultána Suleymana I., manželka víza Ferhata Paši (* ?)

## Hlavy států
- České království – Ferdinand I.
- Svatá říše římská – Ferdinand I.
- Papež – Pavel IV. – Pius IV.
- Anglické království – Alžběta I.
- Francouzské království – Jindřich II. – František II.
- Polské království – Zikmund II. August
- Uherské království – Ferdinand I.
- Španělské království – Filip II.
- Osmanská říše – Suleyman I.
- Perská říše – Tahmásp I.